# Flughafen Rize-Artvin

i7
i11
i13
Der Flughafen Rize-Artvin (türkisch Rize-Artvin Havalimanı, IATA-Code: RZV, ICAO-Code: LTFO) ist ein türkischer Flughafen. Die Entfernung zu den Zentren Rize und Artvin beträgt ungefähr 30 bzw. 100 Kilometer. Die Eröffnung erfolgte am 14. Mai 2022.

## Geschichte

### Hintergrund
Unter dem Motto „alle 100 Kilometer ein Flughafen“ ließ die türkische Regierung unter Präsident Erdoğan viele Flughäfen bauen. Der nächstgelegene Flughafen in dieser Region ist der Flughafen Trabzon. Die Distanz von Rize zum Flughafen Trabzon beträgt 100 Kilometer, von Artvin gar über 200 Kilometer. Daher nutzte die lokale Bevölkerung auch nicht selten den Flughafen Batumi, der gleich an der türkisch-georgischen Grenze liegt und in unter einer Stunde erreichbar ist. Um die gebirgige Region besser zu erschließen, wurde daher beschlossen, zwischen Rize und Artvin einen Flughafen zu errichten, wodurch beide Provinzen ans nationale Luftverkehrsnetz angebunden würden.
Die Suche nach einem geeigneten Grundstück erwies sich als schwierig, da es keine genügend große, flache Fläche gab am gewünschten Ort. Man entschied sich daher, analog zum Flughafen Ordu-Giresun, beim Dorf Yeşilköy im Kreis Pazar zuerst eine künstliche Insel parallel zur Küste zu errichten und dann den Flughafen darauf zu bauen.

### Bau
Der UVP-Bericht für das Flughafenprojekt wurde zweimal angepasst, da Einwände der lokalen Bevölkerung miteinbezogen wurden. Der endgültige Bericht wurde am 4. Juli 2016 vom Ministerium für Umwelt und Städtebau genehmigt.
Die Grundsteinlegung erfolgte am 3. April 2017 durch den damaligen Verkehrsminister Ahmet Arslan. Für die künstliche Insel wurden rund 100 Millionen Tonnen Gestein aus der Umgebung verwendet.
Geplant ist eine 3000 Meter lange und 45 Meter breite Start- und Landebahn. Das Vorfeld soll eine Größe von 300 × 120 Metern haben. Es wird ein Terminal mit einer Kapazität für drei Millionen Passagieren pro Jahr geben. Vor dem Terminal werden 448 Parkplätze zur Verfügung stehen. Da die Provinz Rize sehr bekannte Anbaugebiete für Schwarztee – das nationale Getränk der Türkei – hat, soll der Kontrollturm des Flughafens die Form eines Teeglases haben. Die Gesamtfläche des Flughafens beträgt 240.000 Quadratmeter.

## Besitzerverhältnisse und Betrieb
Auftraggeber für den Bau des Flughafens war die staatliche DHMI. Diese wird den Flughafen auch betreiben.